# Hubert Mathis
Hubert Mathis (12 de març de 1950) va ser un ciclista francès, que fou professional entre 1975 i 1982. El seu major èxit esportiu fou una victòria d'etapa al Tour de França de 1976.

## Palmarès
- 1976
  - Vencedor d'una etapa al Tour de França
- 1978
  - 1r al Gran Premi de Soissons
- 1980
  - Vencedor d'una etapa a la Volta a Luxemburg
- 1982
  - Vencedor d'una etapa al Tour de l'Avenir

### Resultats al Tour de França
- 1975. 41è de la classificació general
- 1976. 33è de la classificació general. Vencedor d'una etapa
- 1978. 45è de la classificació general
- 1979. 49è de la classificació general
- 1980. Abandona (13a etapa)
- 1981. 73è de la classificació general

### Resultats a la Volta a Espanya
- 1979. 43è de la classificació general